# Takowo-Orde

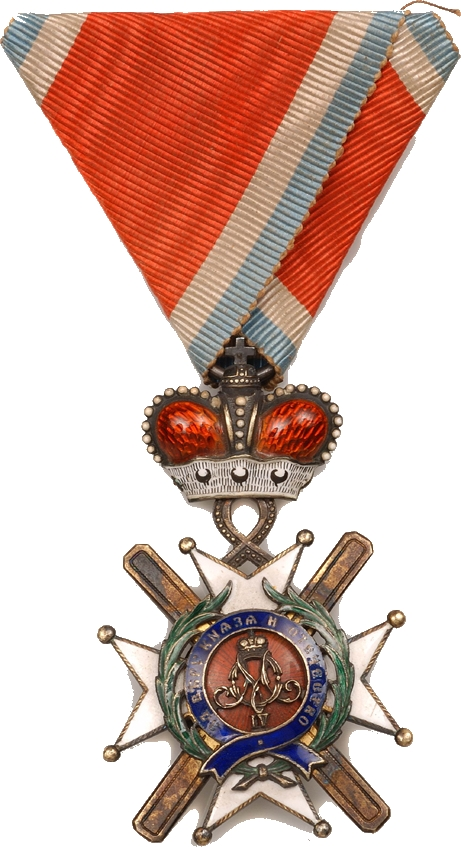
Kruis

De Takowo-Orde (Servisch: Орден Таковског крста, Орден Такова, Orden Takovskog krsta, Orden Takova) was een Servische orde voor militaire en burgerlijke verdiensten. In eerste instantie werd de onderscheiding voor verdiensten voor de verzelfstandiging van Servië, dat van 1815 tot 1878 een vazalstaat van het Ottomaanse rijk was, verleend. Deze ridderorde werd door de Servische vorst Michaël III Obrenović in 1876 gesticht en door Milan IV vernieuwd op 15 februari 1878. De orde kreeg in dat jaar nieuwe statuten. De Takowo-Orde, ook wel "Orde van het Takowo-Kruis" genoemd, werd in 1903 opgeheven.

## Geschiedenis van de orde
De "Opstand van Takowo", in het Servisch "Takovski ustanak" genoemd, was het begin van de bevrijdingsoorlog die Servië van de eeuwenlange Turkse overheersing bevrijdde en Milos Obrenović als "Vorst van Servië" op de troon bracht.
De eerste opstand was in 1813 in bloed gesmoord maar deze Tweede Servische Opstand in 1815 was succesvol. Het startsein voor de revolte was een door de analfabete veehandelaar Miloš Obrenović, later Prins Milos Obrenović en stichter van het koningshuis der Obrenović dat Servië tot 1903 regeerde, op 23 april 1815 bijeengeroepen bijeenkomst op het kerkhof van het kleine dorp Takovo.

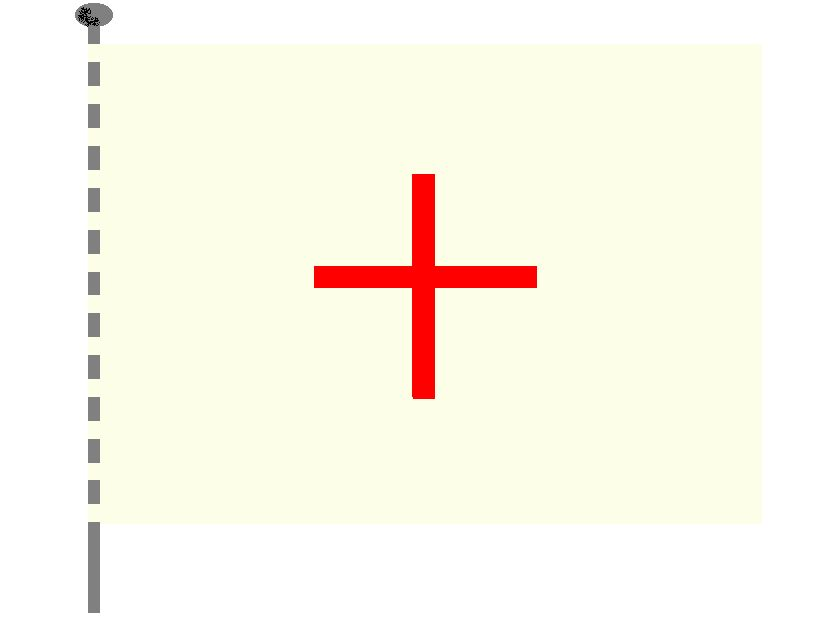
Vlag van Takowo

Milos ontrolde een vlag met een rood kruis, zwoer de Turken te verdrijven en riep; "Hier ben ik en hier bent u, oorlog aan de Turken!".
Het "Kruis van Takowo" (Takovski krst) werd op 22 mei 1865 door Michael III Obrenović ingesteld en aan de veteranen van de bevrijdingsoorlog uitgereikt.
De Servische vorst Milan IV Obrenović heeft van dit Takowo-kruis in 1878 een ridderorde, de "Orde van het Kruis van Takawo" met drie graden gemaakt. Deze orde was zozeer met dynastie der Obrenović verbonden dat de Karageorge de orde in 1903 afgeschaft hebben.
Merkwaardig genoeg was het kruis waaronder de opstandelingen zich in 1815 schaarden een rood Latijns kruis op een witte vlag. Het takowo-kruis is een onderscheiding met een samenstelling van kruisen, zo werden een kruis van Sint-Andreas, een kruis van Malta en een wit kruis op een rood veld in het kleinood van de orde opgenomen. Op de keerzijde van de onderscheiding staat het Servische wapen. Het werkelijk gebruikte kruis waaronder de opstandelingen zich verzamelden ontbreekt.
Het aantal graden in de orde nam van jaar tot jaar toe; in 1865 was er één enkel kruis, in de jaren 1867 en 1877 kwam er steeds een graad bij, in 1883 werden aan wat nu een ridderorde was twee graden toegevoegd en in datzelfde jaar werden ook zwaarden voor verdienste in oorlogstijd aan de versierselen toegevoegd.
De moord op Koning Alexander Obrenović in 1903 betekende het einde van de dynastie der Obrenović, de nieuwe Servische koning, Peter de Eerste uit het huis Karađorđević heeft de Takowo-Orde en de Orde van Milos de Grote afgeschaft omdat beide instellingen te zeer aan de door hem en zijn geslacht gehate Obrenović herinnerden.
De nieuw ingestelde Orde van de Ster van Karageorge trad in de plaats van de twee oude ridderorden.

## De graden van de Orde

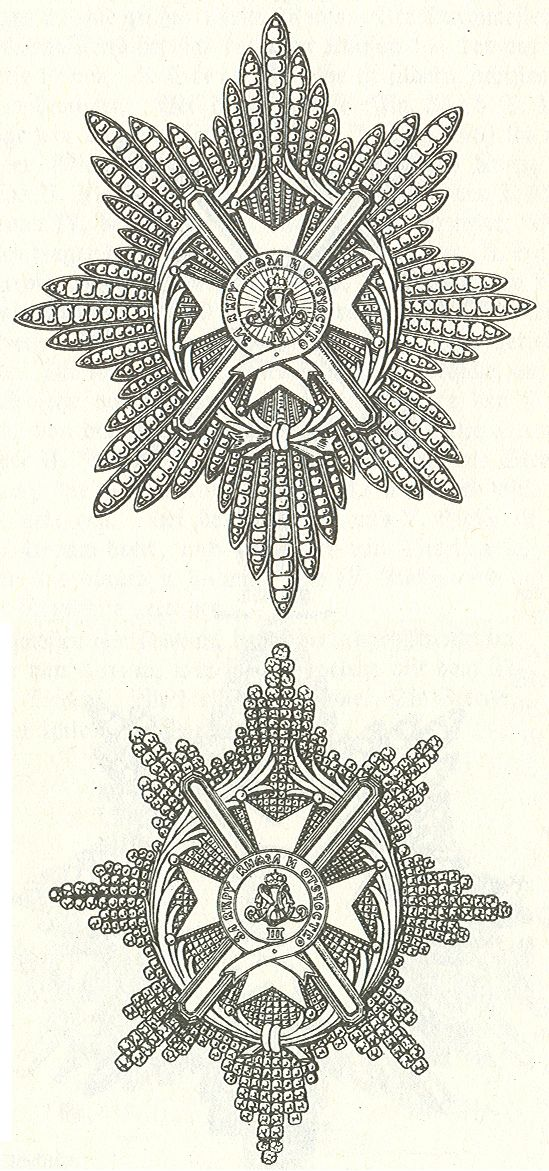
Sterren

De Takowo-Orde had dus van 1883 tot 1903 de gebruikelijke vijf graden van een moderne ridderorde.
- De Servische vorst, later koning van Servië was Grootmeester van de Takowo-Orde
- Grootkruis

De grootkruisen droegen het kleinood van de orde aan een grootlint over de rechterschouder op de linkerheup en de ster van de orde op de linkerborst
- Officier-grootkruis, men zou ook "Grootofficier" kunnen zeggen

De Grootofficieren droegen een kleinood aan een breed lint om de hals en een iets kleinere ster op de linkerborst.
- Commandeur

De Commandeur droeg een groot uitgevoerd kleinood van de Orde aan een smal lint om de hals.
- Officier

De Officier droeg een kleinood aan een lint op de linkerborst.
- Ridder

De Ridder droeg een kleinood aan een lint op de linkerborst. Bij de ridder was in het kleinood geen email verwerkt en ook de kroon was weggelaten.
De orde heeft nooit vrouwelijke leden gekend en er zijn dan ook geen versierselen voor dames gemaakt.
De versierselen "met de zwaarden" onderscheiden zich van de vredesklasse onder andere door het egaal rode lint en de gekruiste zwaarden onder de kroon. Bij de Ve klasse die geen kroon als verhoging heeft werden zij aan de ring bevestigd. Wanneer men een graad "met de zwaarden" bezat en later werd bevorderd tot een hogere graad in deze orde dan was het toegestaan om het militaire versiersel te blijven dragen. Servië heeft het Oostenrijkse en Duitse gebruik om in dergelijke gevallen "zwaarden aan de ring" toe te kennen niet nagevolgd.

## De versierselen

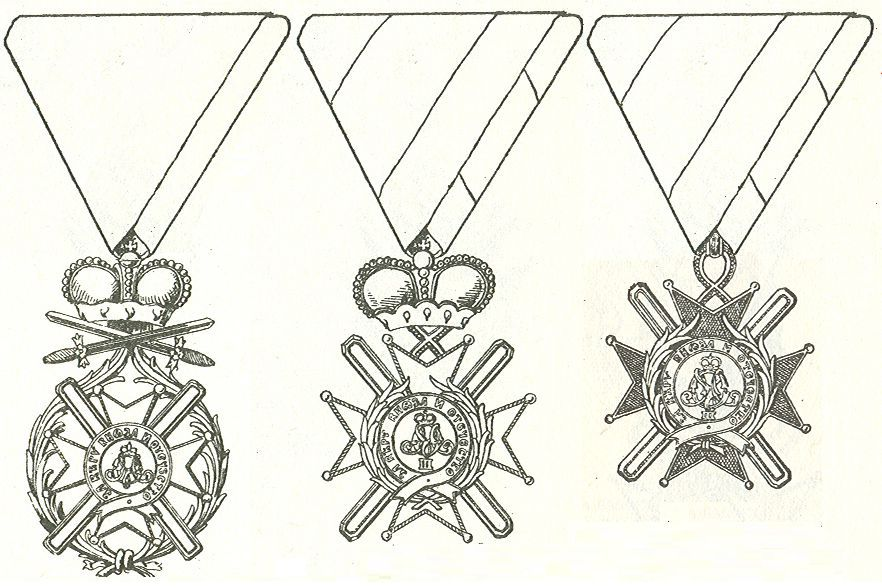
Drie kruisen: Officier met zwaarden, Officier en Ridder.

De grootkruisen en Officieren-Grootkruis droegen dezelfde versierselen, maar de grootte verschilde enigszins.
Het kleinood van de drie hoogste rangen was een achtpuntig wit-geëmailleerd gouden kruis met daarop een groene krans rond het rode medaillon met het monogram "M - O" van de stichter. De kroon is een met rode stof gevoerde vorstenkroon of vorstenhoed.
Servië was ten tijde van de stichting nog een Turkse vazalstaat en de vorst was niet gerechtigd om een koninklijke beugelkroon te dragen. De vorstenhoed is ook toen Servië een koninkrijk werd niet vervangen door een koninklijke kroon. Het medaillon wordt door blauw lint waarop in gouden letters het motto van de orde, "VOOR GELOOF, VORST EN VADERLAND" in cyrillisch schrift is geschreven omringd. Dit lint is niet vastgeknoopt maar ligt "losjes" rond het medaillon.
De twee lagere rangen dragen een kleinood dat iets van die van de Commandeurs en Grootkruisen afwijkt. De lauwerkrans ligt dicht om het medaillon en is verguld in plaats van geëmailleerd.
De kruisen van de eerste drie graden zijn iets ovaal en dat geldt ook voor de sterren. De kruisen van officieren en ridders zijn even breed als hoog.
Ook op de wapenmantel rond het in goud uitgevoerde Servische wapenschild, zoals dat op de keerzijde van het medaillon is afgebeeld, rust een vorstenhoed en geen koningskroon. Op het schild zelf is geen kroon geplaatst.

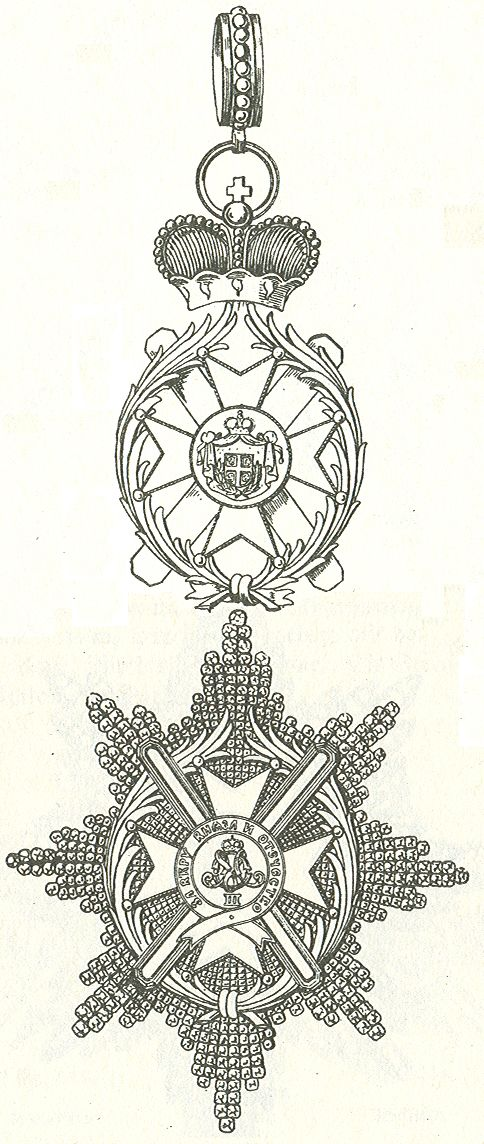
Ster en kleinood IIe Klasse

Achter het witte kruis is een gouden andreaskruis gelegd.
De ster van de Grootkruisen en Officieren-Grootkruis is achtpuntig en heeft het Takowo-kruis in het midden. Men droeg de sterren op de linkerborst.
De ster heeft meestal facetgeslepen zilveren stralen. Het lijkt daarom alsof de ster met schitterende briljanten is bezet en bij kaarslicht verstrooit de ster dan ook licht. Op de ster is het kruis van de orde, maar steeds zonder de kroon, bevestigd. De grootte van het kruis loopt uiteen en het kruis is meestal iets hoger dan breed wat betekent dat de diagonale en horizontale stralen korter moeten zijn dan de verticale stralen van de ster.
Wanneer men de eerste of tweede graad in deze orde "met de zwaarden" verleend kreeg dan werden de sterren daaraan aangepast. De gekruiste zwaarden werden niet onder het medaillon gelegd omdat zij dan het andreaskruis zouden bedekken. Men koos ervoor om de zwaarden boven de bovenste arm van het kruis met de gevesten op de uitlopers van de lauwerkrans te plaatsen.
In 1876 werden de kruisen niet langer, zoals dat voor de hand zou hebben gelegen, in Wenen gemaakt. Dat was niet mogelijk omdat de Oostenrijkse regering niets zag in uitbreiding van Servië in een gebied waar zij zelf de hegemonie wilde bezitten. Rusland heeft Servië wel steeds gesteund, eerst via mantelorganisaties als het "Sloveens comité", later direct. De eerste kruisen van de Orde van Takowo lijken bij nadere bestudering uit Rusland te komen. De keuren op de eerste kruisen zijn in Arabische cijfers geslagen maar de stempel van een keurkamer ontbreekt.
In de periode van 1880 tot 1903 waren Weense juweliers wel betrokken bij de fabricage van ordetekens zoals dat ook bij andere Servische orden het geval was.
De monogrammen op de kruisen verschillen, wat verband houdt met de ontstaansgeschiedenis van de orde die door opeenvolgende koningen werd uitgebreid. Bij de IIIe en Ve Klasse is het monogram "MO III" waarbij de "III" onder de letters staat en zeer klein is uitgevallen. Bij de kruisen van de Ie, IIe en IVe Klasse is het monogram "MO IV".
Kruisen met de zwaarden dragen op de achterzijde een afwijkend medaillon. Op het rode medaillon was alleen een gekroonde gouden "M" aangebracht.
Het lint is rood met een wit-blauwe bies. Men maakte het lint in Servië meestal in de vorm van een driehoek op. In oorlogstijd was het lint voor alle klassen egaal rood zonder strepen. De linten waren voor de hogere graden van de orde verschillend van breedte; de Grootkruisen droegen een 105 millimeter breed lint, een grootlint of "grand cordon", over de rechterschouder naar de linkerheup. Op de plaats waar het lint op de heup rust is een grote rozet met een diameter van 65 millimeter bevestigd, het grootkruis werd daaraan gedragen. De IIe en IIIe Klasse droegen hun kleinood om de hals aan linten die 53 en 40 millimeter breed waren.
Priesters dragen hun grootlint op een afwijkende en opvallende wijze over hun soutane of gewaad. Zij droegen en dragen een grootlint over beide schouders zodat het grootkruis voor hun bekken hangt.

## Voetnoten
1. ↑  Vergelijk het schilderij uit 1895 van Paja Jovanović op en:Bestand:Takovo.jpg
2. ↑  Maximilian Gritzner geeft als maat voor de grootkruisen en commandeurskruisen een wit kruis van 50 maal 45 millimeter. De kleinere kruisen voor de vierde en vijfde klasse zouden 35 maal 35 millimeter groot zijn
3. ↑  retro|bib - Seite aus Meyers Konversationslexikon: Takeu - Takowo-Orden
4. ↑  Het witte kruis is 25 millimeter breed en even hoog
5. ↑  Gritzner geeft als diameter voor de sterren respectievelijk 9 en 8 centimeter. Hij gaat daarbij voorbij aan de ovale vorm van beide sterren.
6. ↑  Op Emedals werd in 2007 een zeer fraaie ster met gladde lancetvormige stralen te koop aangeboden.De ster draagt het meesterteken van Rothe in Wenen.
7. ↑  Opgave van Gritzner
8. ↑  Een stempel met "84" zoals dat op deze vroege kruisen is geslagen zal op "84 zolotnicki" slaan. Het systeem van de zolotnicki als aanduiding van het zilvergehalte kwam in de 19e eeuw in Rusland en in Perzië voor.
9. ↑  Er zijn kruisen bekend met het stempel van Rothe&Neffe en een juwelier "AF" in combinatie met Oostenrijkse zilvermerken.

Orde van de Heilige Prins Lazarus · Orde van de Ster van Karageorge · Orde van Milos de Grote · Orde van de Witte Adelaar · Orde van het Kruis van Takawo · Orde van Sint-Sava · Orde van de Joegoslavische Kroon · Onderscheiding van Prinses Nathalie · Onderscheiding van Koningin Nathalie
Zie ook: Ridderorden in Servië · Ridderorden in Joegoslavië